# Mònica Glaenzel
 (avril 2021).
 (avril 2021).
Le contenu est difficilement compréhensible vu les erreurs de traduction, qui sont peut-être dues à l'utilisation d'un logiciel de traduction automatique.
Mònica Glaenzel (née à Barcelone, le 27 février 1970) est une actrice catalane de théâtre, de télévision et de cinéma. Elle s'est fait connaître du public dans le rôle d'Emma, dans la série TV3 Plats bruts.

## Biographie
Mònica Glaenzel a étudié à l'Institut del Teatre, avec Joel Joan et Jordi Sànchez. Tous deux formeront la société Kràmpack en 1996 et interpréteront le journal d'Emma dans la série Plats bruts de TV3.
Mònica Glaenzel se consacre au théâtre et participe à d'autres séries de TV3 comme L'un per l'altre ou Ventdelplà. Au cinéma, il joue dans Els peixos argentats a la peixera (1991), Mon âme frère (1994) et Krámpack (2000).

## Filmographie

### Cinéma
- Els peixos argentats a la peixera (1991)
- Monturiol, el senyor del mar (1993)
- Mi hermano del alma (1993)
- Krámpack (2000)
- Naüt (2013)
- Transeúntes (2015)

### Télévision
- Plats bruts : rôle d'Emma (1999-2002)
- L'un per l'altre : Maria (2003-2005)
- Ventdelplà : Clara (2007-2009)

## Théâtre
- Kràmpack (1994)
- L'avar (1996)
- Sóc lletja (1997)
- Soy fea (1998)
- Excuses! (2000)
- L'últim cigarro (2003)
- Aurora De Gollada (2006)
- Romeo i Julieta (narradora) (2007)
- L'ham (2007)
- El dia del profeta (2007)
- M.A.R.I.L.U.L.A. (2014)
- Marits i mullers (2015)
- Fes-me una perduda (2017)
- El tràmit (2018)
- Hip Hop Big ! (2020)

## À voir aussi